# 小行星1567
小行星1567（1567 Alikoski）是一颗绕太阳运转的小行星，为主小行星带小行星。该小行星于1941年4月22日发现。
該小行星以芬蘭天文學家海基·阿利科斯基命名。

## 轨道参数
小行星1567的轨道半长轴为3.2104566 UA，离心率为0.085。